# Десятковий розділювач
Десятковий розділювач — знак, що використовується для розділення цілої та дробової частин дійсного числа у формі десяткового дробу в системі десяткового числення. Для дробів у інших системах числення може використовуватися термін роздільник цілої та дробової частин числа. При використанні з двійковими числами (з основою 2), двійковий розділювач. Іноді також можуть вживатися терміни десяткова крапка та десяткова кома.
В англомовних країнах як десятковий розділювач використовується крапка (.), у більшості інших — кома (,).
Вибір символу для десяткового розділювача впливає і на вибір знака розділювача груп розрядів, який використовується для того, щоб спростити читання великих чисел. В Україні для цього використовується пробіл, але за традицією іноді використовується крапка (.)[джерело?].

## Історія
У Середньовіччя, у додрукарську епоху, було заведено надкреслювати (¯) цілу частину числа. Таким способом користувався, наприклад, іранський математик аль-Хорезмі. Пізніше для цих цілей почав застосовуватися невеликий вертикальний штрих «ˌ» (у Юнікоді — U+02CC). Уже після початку друкарства цей штрих стало природно відображати або крапкою, або комою. Цей процес у більшості європейських країн пройшов в XVII столітті, зокрема, у Франції десяткова система набула сучасної форми в роботі Марі Кроус, виданій в 1641 році. Більшість країн обрали для десяткового символу кому. Однак англомовні країни надали перевагу крапці, а кому почали використовувати як розділювач груп розрядів.
У США як десятковий розділювач використовувалася крапка. У Британській імперії в рукописних записах також використовували крапку, проте в друкарському наборі переважно був інтерпункт — крапка, розташована на середині рядка (·). Але такий символ вже був загальновживаним в математиці для позначення операції множення, і система одиниць SI не допускала його використання як розділювача. Водночас використання крапки допускалося. Тому в Британії поступово перейняли американську систему.
У ПАР при прийнятті метричної системи як розділювач почали використовувати кому, замінивши прийняту в колишніх британських колоніях крапку.
Штучні мови інтерлінгва (з 1950 року) та есперанто (з 1887 року) також зобов'язують як десятковий розділювач використовувати кому.
У більшості міжнародних організацій (таких, як Міжнародне бюро мір і ваг та ISO) до 1997 року в усіх мовах, включаючи англійську, як десятковий розділювач рекомендувалося використовувати тільки кому. Потім поступово почався процес визнання крапки як десяткового розділювача, який увінчався прийняттям у 2003 році норми ISO 31-0, що допускає використання як крапки, так і коми.
В арабських країнах як десятковий розділювач використовується особливий символ моммає[джерело не вказане 2283 дні]: «٫» (у Юнікоді — U+066B arabic decimal separator).

## Розділювач груп розрядів
Для спрощення читання цифри у великих числах зліва (а іноді й справа) від знака десяткового розділювача можуть бути розділені на групи спеціальним символом — розділювачем груп розрядів. Розбивка на групи здійснюється починаючи від десяткового розділювача. Як правило, групи складаються з трьох цифр. Водночас у деяких країнах числа традиційно діляться на групи з двох або чотирьох цифр. Поділ на групи, як правило, не здійснюється, якщо з відповідної сторони від десяткового розділювача не більше чотирьох або п'яти цифр.
Так само, як і у випадку з десятковим розділювачем, для розділювача груп розрядів використовуються різні символи. Якщо як десятковий розділювач використовується крапка, то розділювач груп розрядів може бути представлений комою, апострофом або пробілом, а якщо кома — то крапкою (наприклад, в іспанській мові) або пробілом. Таким чином, значення крапки та коми виявляється залежним від контексту (наприклад, запис 1,546 в англійській нотації позначає тисяча п'ятсот сорок шість, а в українській — одна ціла п'ятсот сорок шість тисячних). Тому, щоб уникнути неоднозначності, для розділювача груп розрядів міжнародні стандарти (ISO, Міжнародне бюро мір і ваги, ІЮПАК) рекомендують завжди використовувати пробіл (або тонку шпацію при друкарському наборі).

## Десяткові розділювачі в різних країнах

Десяткові роздільники в різних країнах:
крапка
кома
арабська кома (моммає)
невідомо

| Австралія та Океанія     | Америка                         | Азія | Африка                      | Європа                               |
| ------------------------ | ------------------------------- | --- | --------------------------- | ------------------------------------ |
| Австралія, Нова Зеландія | Англомовна Канада, Мексика, США | Бруней, Ізраїль, Індія, Китай, КНДР, Малайзія, Пакистан, Сінгапур, Тайвань, Таїланд, Філіппіни, Шрі-Ланка, Південна Корея, Японія | Ботсвана, Зімбабве, Нігерія | Велика Британія, Ірландія, Швейцарія |

| Австралія та Океанія                              | Америка | Азія                                 | Африка       | Європа                                        |
| ------------------------------------------------- | --- | ------------------------------------ | ------------ | --------------------------------------------- |
| —                                                 | Вся Південна Америка, крім Перу, а також Гватемала, Гондурас, Домініканська республіка, франкомовна Канада, Куба, Нікарагуа, Панама, Сальвадор | В'єтнам, Індонезія, Туреччина, Росія | Камерун, ПАР | Вся Європа, крім Великої Британії та Ірландії |
| А також в штучних мовах інтерлінгва та есперанто. | |                                      |              |                                               |

| Австралія та Океанія | Америка | Азія                                                                    | Африка | Європа |
| -------------------- | ------- | ----------------------------------------------------------------------- | ------ | ------ |
| —                    | —       | Бахрейн, Іран, Ірак, Катар, Кувейт, ОАЕ, Оман, Саудівська Аравія, Сирія | —      | —      |

## Поширення систем позначень
Усі країни, що використовують як десятковий розділювач кому, знайомі і з англомовною нотацією через те, що така система використовується в багатьох електронних пристроях, наприклад, калькуляторах.
Більшість операційних систем дозволяють користувачеві вибрати бажані символи для десяткового розділювача та для розділювача груп розрядів, і програмне забезпечення може враховувати цей вибір.
У більшості мов програмування як десятковий розділювач використовується крапка, а під час розробки мови ALGOL між розробниками розігралася «десяткова буря»: європейці вимагали вибрати кому, а американці — крапку.